# طروادة نبتونية
| طروادة نبتونية (مختارة) · 2001 QR322 · 2005 TN53 · 2007 VL305 | بلوتينو · بلوتو · الغول كوكب قزم · 28978 إكسيون |

طروادة نبتونية L4 مع البليتينوات كمرجع.

طروادة نبتونية هي أجسام فلكية تدور في مدارات حول الشمس وتدور بالقرب من إحدى نقاط لاغرانج المستقرة لنبتون. وذلك يعني أن لها تقريبا نفس فترة نبتون المدارية وتتعقب تقريبا تفس المسار المداري لنبتون. يُعرف حاليا سبعة عشر طروادة نبتونية، منها ثلاثة عشر مدارتها بالقرب من من نقطة لاغرانج L4 لنبتون والشمس (60°) أمام نبتون. وأربعة بالقرب من النقطة L5 (60°) وراء نبتون. ويطلق عليها طروادة نبتونية قياسا على طروادة المشتري.
الطروادة النبتونية 2005 TN53 هي ثالث طروادة نبتونية تكتشف. 2005 TN53 ذات ميل مداري كبير (>25°).
 وهذا الإكتشاف مهم للغاية لانة يشير إلى وجود سحابة «سميكة» من الطرواديات
(يصل الميل المداري للطروادة المشترية إلى 40 درجةً)، والذي يعتبر مؤشرًا على تجميد موقعها وأسرها بالجاذبية بدلًا تشكلها في موقعها، أو تشكلها بالاصطدامات. يُشتبه أن الطروادات النبتونية الضخمة، التي يصل نصف قطرها إلى 100 كيلومتر تقريبًا، تفوق الطروادات المشترية في العدد بقيمة أسية.
أعلن عن اكتشاف أول طروادة نبتونية في منطقة لاغرانج 5 التابعة لكوكب نبتون، التي سُميت 2008 LC18، في عام 2010. تعتبر منطقة لاغرانج 5 التابعة لكوكب نبتون صعبة الرصد للغاية بسبب وجودها على طول خط البصر لمركز مجرة درب التبانة، وهي منطقة من السماء مزدحمة بالنجوم.

## الاكتشاف والاستكشاف
اكتُشفت أول طروادة نبتونية، التي تسمى 2001 QR322، بالقرب من منطقة لاغرانج 4 في عام 2001، واكتُشف معها خامس مستودع معروف ومستقر ملئ بالأجرام الصغيرة في المجموعة الشمسية. وفي عام 2005، أشار اكتشاف الطروادة النبتونية 2005 TN53، ذات الميل المداري المرتفع، أن الطروادات النبتونية تقطن السحب السميكة، والذي يتعارض مع النماذج المحتملة لأصول هذه الأجرام.
وفي يوم 12 أغسطس عام 2010، أُعلن عن اكتشاف أول طروادة نبتونية بمنطقة لاغرانج 5 التابعة لكوكب نبتون، وهي 2008 LC18. اكتُشفت هذه الطروادة بواسطة مسح مُخصص، والذي فحص المناطق التي يُحجب فيها الضوء القادم من النجوم القريبة من مركز المجرة بواسطة السحب الغبارية. وهذا يقترح بأن وجود الطروادات النبتونية بالمنطقة لاغرانج 5 شائعًا تمامًا مثل وجود الطروادات الضخمة بالمنطقة لاغرانج 4، مع وجود بعض الارتياب، وهذا يتعارض أكثر مع النماذج الموضوعة حول أصول هذه الأجرام.
كان من الممكن لمركبة نيو هورايزونز الفضائية أن تحقق في أمر الطروادات النبتونية الموجودة بنقطة لاغرانج 5 والمكتشفة عام 2014، عندما مرت عبر هذه المنطقة في طريقها إلى كوكب بلوتو. كانت هناك بعض البقع التي يُحجب فيها الضوء القادم من مركز المجرة بواسطة السحب الغبارية، موجودةً على طول مسار رحلة نيو هورايزونز، ما سمح بإمكانية رصد الأجرام التي يمكن أن تلتقط المركبة الفضائية صورًا لها. كانت الطروادة النبتونية 2011 HM102، ذات أعلى ميل مداري، ساطعةً بما يكفي لتتمكن نيو هورايزونز من رصدها في نهاية عام 2013 من مسافة 1.2 وحدة فلكية. ومع ذلك، لم يكن لدى المركبة عرض نطاق هابط بالشكل الكافي، ولهذا قرر علماء المهمة إعطاء الأولوية للتجهيزات الخاصة بتحليق المركبة بالقرب من كوكب بلوتو.

## الألوان
امتلكت أول طروادات نبتونية مكتشفة، التي بلغ عددها أربع طروادات، ألوانًا متماثلة. وكانت بلون أحمر معتدل، أكثر حمرةً من أجرام حزام كايبر الرمادية، ولكنها ليست شديدة الاحمرار مثل الأجسام الباردة الكلاسيكية بحزام كايبر ذات الحضيض المداري الشمسي المرتفع. وتعتبر هذه الألوان مشابهةً لألوان الفص الأزرق من توزيع ألوان كوكب قنطور الصغير، والطروادات المشترية، والأقمار غير المنتظمة للعمالقة الغازية، ويمكن أن تتشابه مع ألوان المذنبات أيضًا، ما يتوافق مع فكرة وجود أصل متماثل لها مع هذه التجمعات من الأجرام الصغيرة بالمجموعة الشمسية.
تعتبر الطروادات النبتونية خافتةً للغاية، ما يصعب من رصدها طيفيًا بكفاءة باستخدام التقنيات الحالية، ما يشير إلى توافق مجموعة كبيرة ومتنوعة من التركيبات السطحية لهذه الأجرام مع الألوان المرصودة.

## التسمية
في عام 2015، تبنى الاتحاد الفلكي الدولي (IAU) مخططًا جديدًا لتسمية الطروادات النبتونية، والتي ستسمى على أسماء الأمازونيات، مع عدم وجود أي تمييز بين أجرام منطقتي لاغرانج 4 ولاغرانج 5. كانت الأمازونيات قبيلةً من المحاربات النساء فقط في حرب طروادة، وكانت الأمازونيات في جانب طروادة ضد الإغريق. وحتى عام 2019، كانت الطروادات النبتونية التي حصلت على أسماء هي «385571 أوتريرا»، نسبةً إلى الملكة الأمازونية الأولى أوتريرا في الميثولوجيا الإغريقية، و«كليت»، وهي أمازونية كانت ضمن خدم الملكة الأمازونية بنثيسيليا، والتي قادت الأمازونيات في حرب طروادة.